# روي إنغرام
روي إنغرام (بالإنجليزية: Roy Ingram)‏ (19 نوفمبر 1900 – 1972) هو ملاكم من المملكة المتحدة راحل، مثّل بلاده في الألعاب الأولمبية الصيفية في دورتي 1920 و1924.

## روابط خارجية
روي إنغرام على موقع أوليمبيديا (الإنجليزية)